# Uzume Fluctus
L'Uzume Fluctus è una struttura geologica della superficie di Venere.